# Vattenballong

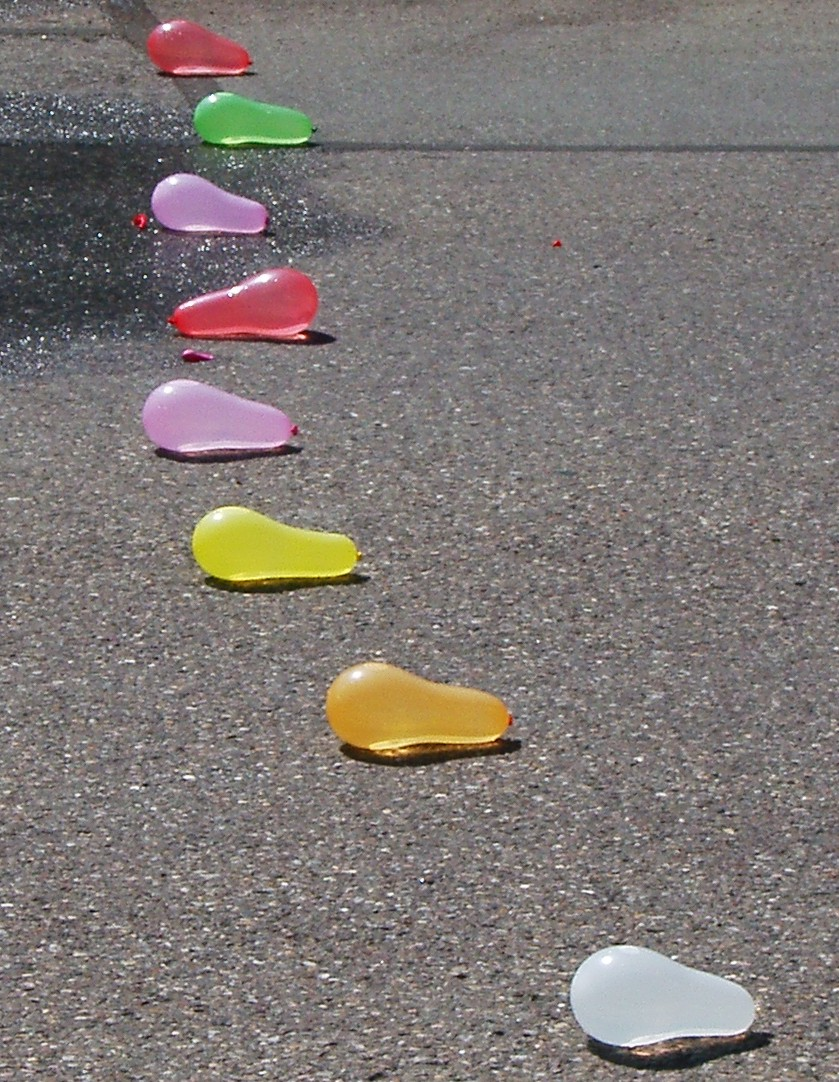
Fyllda vattenballonger

Vattenballong är en ballong fylld med vatten i stället för luft. Den används främst vid utomhuslek på sommaren, exempelvis vattenkrig, eller vid studentfirande.